# Minato, Tokyo
Minato (港区 (Cảng khu) Minato-ku) là một trong 23 khu đặc biệt của Tokyo. Tính đến năm 2010, khu này có dân số 214.823 và mật độ 10.560 người/km². Tổng diện tích 20.34 km².
Minato là nơi đặt trụ sở của 49 đại sứ quán và rất nhiều công ty như Honda, Mitsubishi, NEC, Sony và Toshiba.

## Lịch sử
Khu này được thành lập ngày 15 tháng 3 năm 1947 với sự sáp nhập của 3 khu Akasaka, Azabu, và Shiba.

## Địa lý

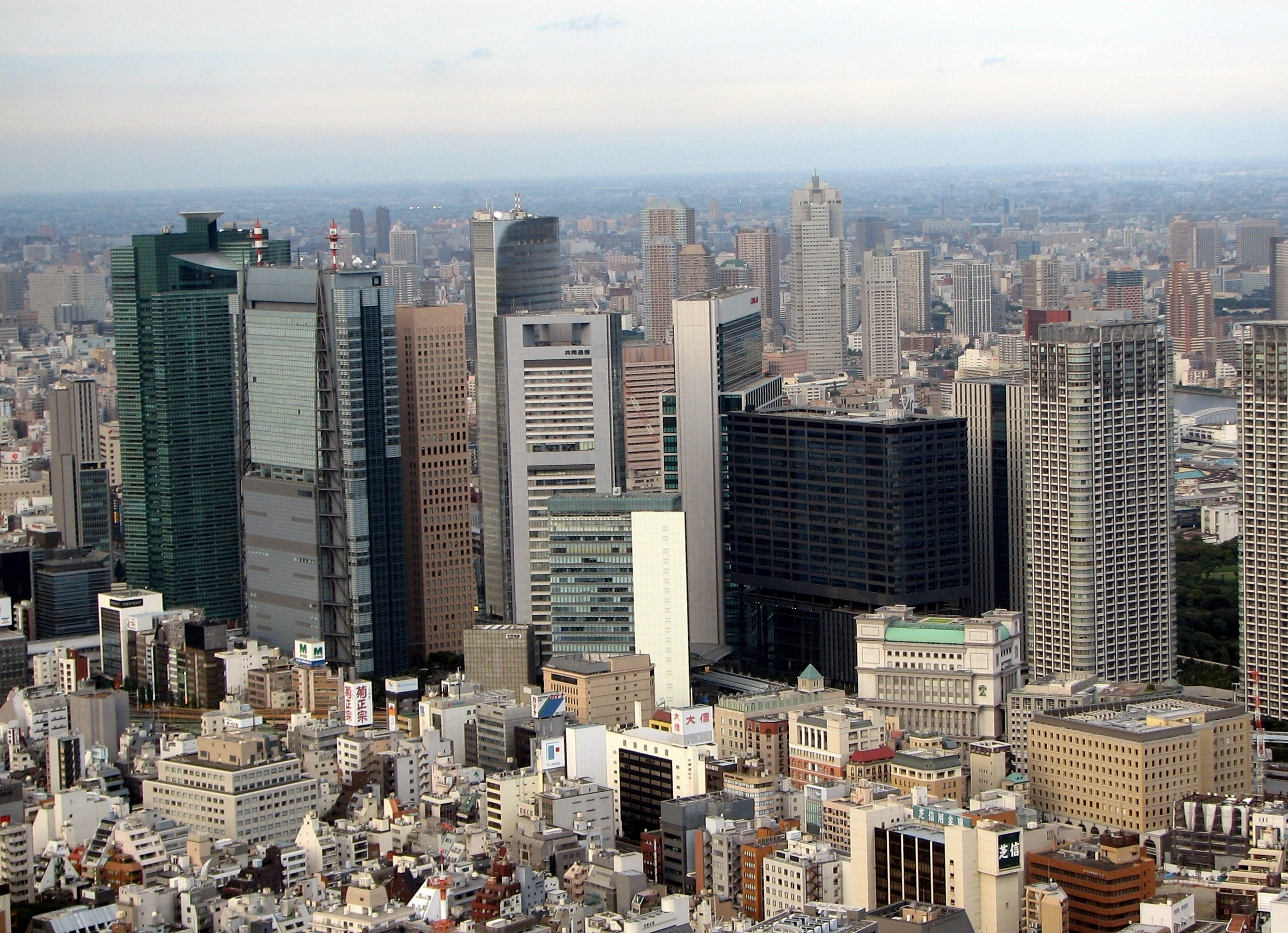
Nhà trọc trời ở Shiodome

Minato nằm về phía tây nam của Lâu đài Đế quốc và có ranh giới với các khu đặc biệt Chiyoda, Chūō, Koto (trong Odaiba), Shinagawa, Shibuya, và Shinjuku.

### Các quận
| Akasaka Azabujūban Azabudai Azabu-Nagasakachō Azabu-Mamianachō Atago Kaigan Kitaaoyama Kōnan Shiba Shibaura | Shibakōen Shibadaimon Shirokane Shirokanedai Shinbashi Daiba Takanawa Toranomon Nishiazabu Nishishinbashi | Hamamatsuchō Higashiazabu Higashishinbashi Mita Minamiaoyama Minamiazabu Motoakasaka Motoazabu Roppongi |